# Société des vingt-et-un

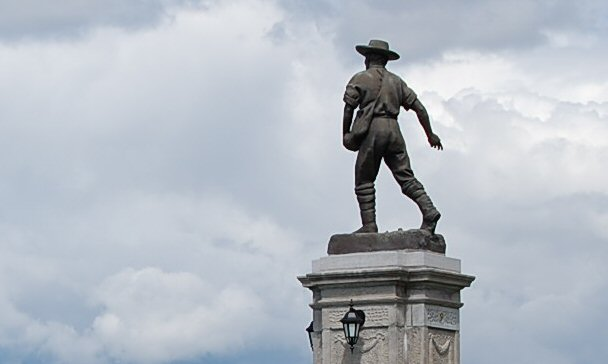
Monument des Vingt-et-un à Grande-Baie

La Société des vingt-et-un (initialement Société des Pinières du Saguenay) est un groupe de vingt-et-un investisseurs et pionniers, originaires de La Malbaie dans Charlevoix. En 1838, Ils s'installent à Grande-Baie (aujourd'hui arrondissement La Baie de Saguenay) pour l'exploitation du pin blanc et du même coup lancent la colonisation de la région du Saguenay-Lac-Saint-Jean. La société est achetée par William Price en 1842.

## Prémices de la colonisation du Saguenay
Les débuts de la colonisation du Saguenay se font dans un contexte particulier. D'une part, les terres cultivables aux abords du Saint-Laurent étaient surpeuplées, poussant la population à se retrancher toujours plus loin dans des territoires non colonisés. D'autre part, d'un point de vue international, le Royaume-Uni entreprend de se tourner de plus en plus vers ses colonies américaines afin de se doter de ressources forestières, le blocus napoléonien ayant troublé son approvisionnement en bois. La pression commerciale de la métropole a eu pour effet de développer l'industrie forestière tout en encourageant l'exploration et la colonisation de nouveaux territoires reculés.  
En 1828, pour répondre à la forte demande d'ouverture de nouvelles régions, l'Assemblée législative du Bas-Canada mandate une commission afin d'évaluer le potentiel colonial du Saguenay.
 

Lorsque le rapport des Commissaires pour explorer le Saguenay est publié en 1828, il suscite l'enthousiasme chez les habitants de Charlevoix :
«Cependant il en a été fait assez pour établir qu'il y a dans les environs du lac Saint-Jean, sur le Saguenay et sur les autres rivières qui s'y déchargent, une vaste étendue de terre cultivable sur laquelle il serait désirable de former des établissements.»
Les terres y sont fertiles, le climats propice et les forêts riches. Entre 1829 et 1835 une série de pétitions sont signées dans Charlevoix afin de demander l'ouverture du Saguenay à la colonisation. Malgré la compilation de plus de 2000 signatures, aucune nouvelle n'est donnée quant à l'ouverture de la région à la colonisation.

### Le frein à la colonisation et la constitution de la Société des Pinières du Saguenay
En 1836, l'actuel territoire du Saguenay faisait partie du Domaine du Roi ou Postes du Roi. Le droit d'exploitation des ressources était alors réservé exclusivement à la Compagnie de la Baie d'Hudson. Après maintes tentatives infructueuses d'exploitation des ressources forestières, la compagnie se résigne finalement à vendre à un groupe d'investisseurs sa licence d'exploitation forestière en 1837 pour la somme de 651 livres, 11 schillings et 1 penny.
En parallèle, un groupe d'investisseurs de La Malbaie, formés entre autres d'Alexis Tremblay et de Thomas Simard, créent la Société des Pinières du Saguenay le 9 octobre 1837, afin de pouvoir exploiter la richesse forestière du territoire. Composé de 21 actionnaires dont la part représente approximativement une action de 100 louis, la société rassemble le montant nécessaire à la mise sur pied d'une entreprise forestière. Elle s'entend avec William Price auprès de qui elle s'approvisionne en matériel et vend le bois coupé. 
Au printemps 1838, vingt-sept hommes recrutés par la compagnie s'installent sur l'actuel territoire de l'Anse-Saint-Jean et de Grande Baie. La société installe progressivement neuf moulins à scie sur le territoire.  

### Squattage des terres de la Couronne
En principe, selon l'entente entre la Société des Pinières du Saguenay et la Compagnie de la Baie d'hudson, seule l'exploitation forestière à des fins commerciales était autorisée. Une clause claire interdisait toute colonisation ou établissement permanent sur le territoire. Pourtant, entre 1838 et 1842, les hommes engagés par la Société des Pinières du Saguenay entreprennent de défricher des terres et de s'y installer de façon permanente. 
Lors de la reconduction des termes du contrat de la Compagnie de la Baie d’Hudson en 1842, le gouvernement modifie les termes du contrat et place les terres agricoles aux enchères, mettant fin de facto à la clandestinité des colons et ouvrant officiellement à la colonisation le territoire du Saguenay. 
Aux prises avec des problèmes financiers, la société est finalement dissoute en 1843 après la vente des actifs à William Price.

## Événement historique
L'arrivée de la Société des vingt-et-un au Saguenay est un événement historique désigné par le Ministère de la Culture et des Communications, le 6 juin 2013. »

## Monument des vingt-et-un

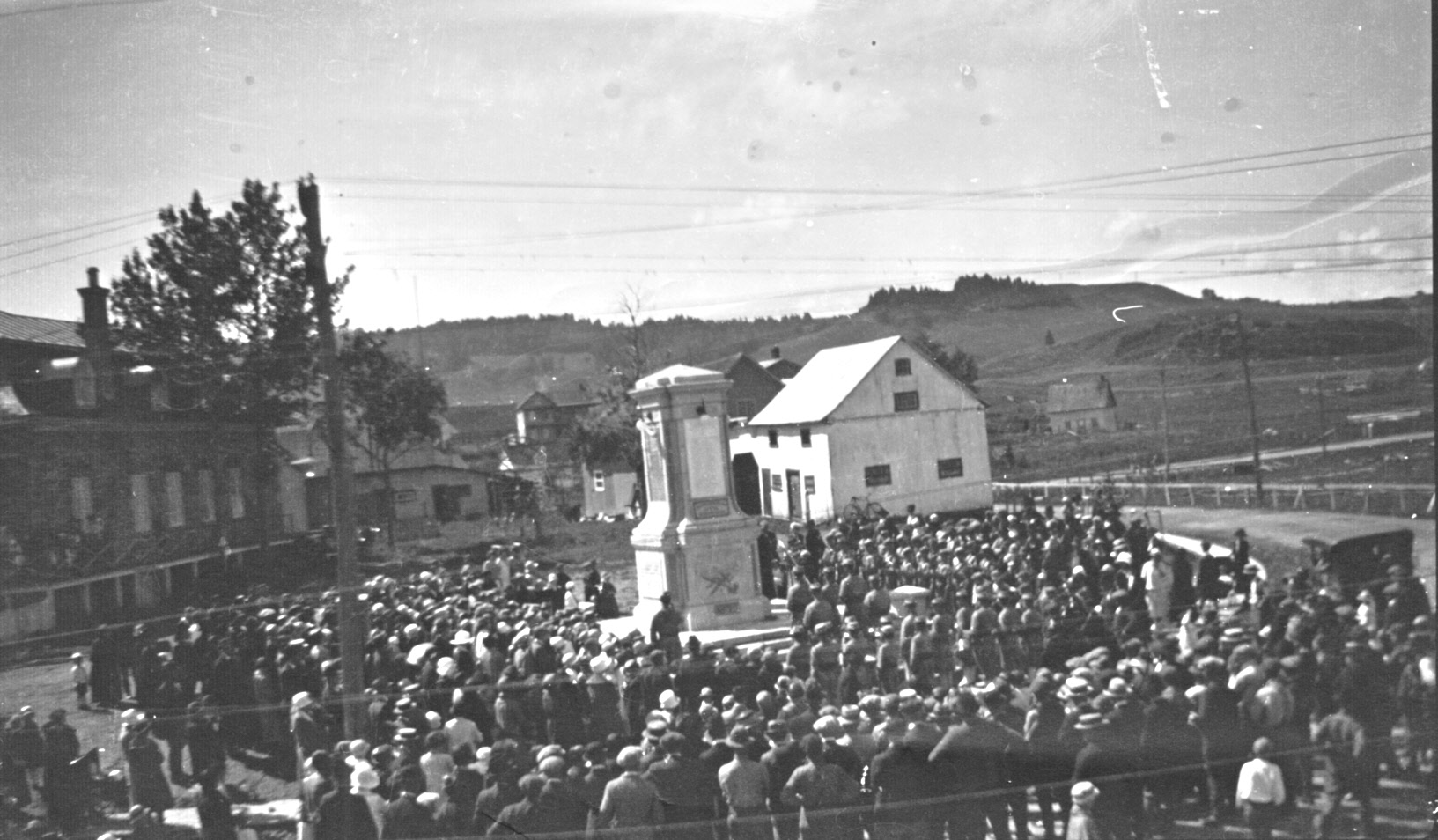
Inauguration du monument des 21 en 1924

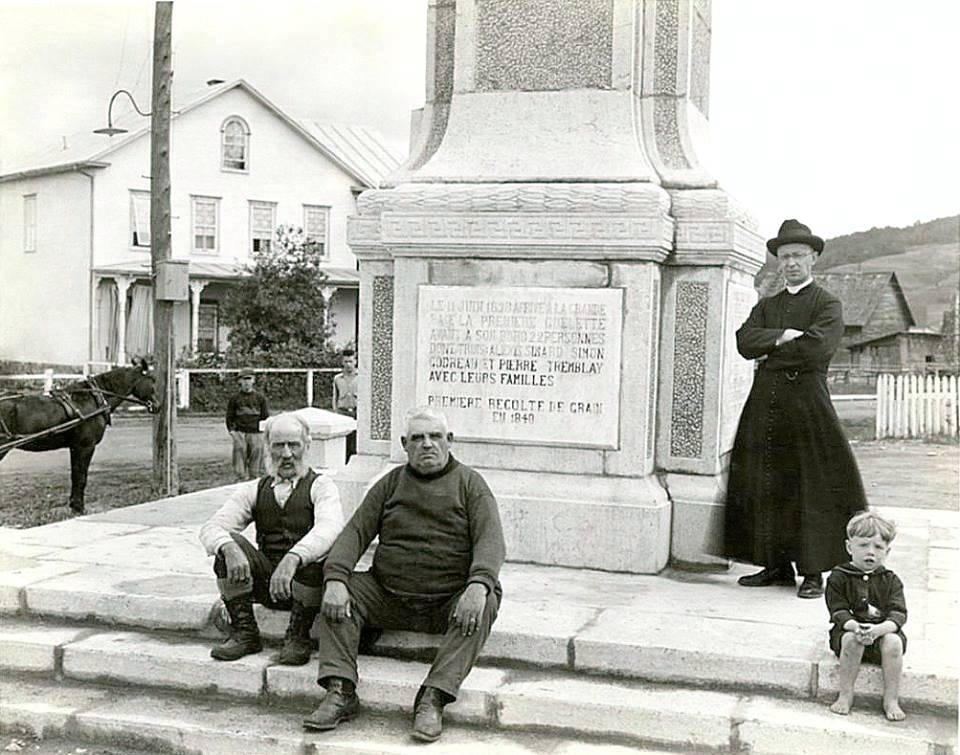
Monument des 21 à Grande-Baie vers 1925

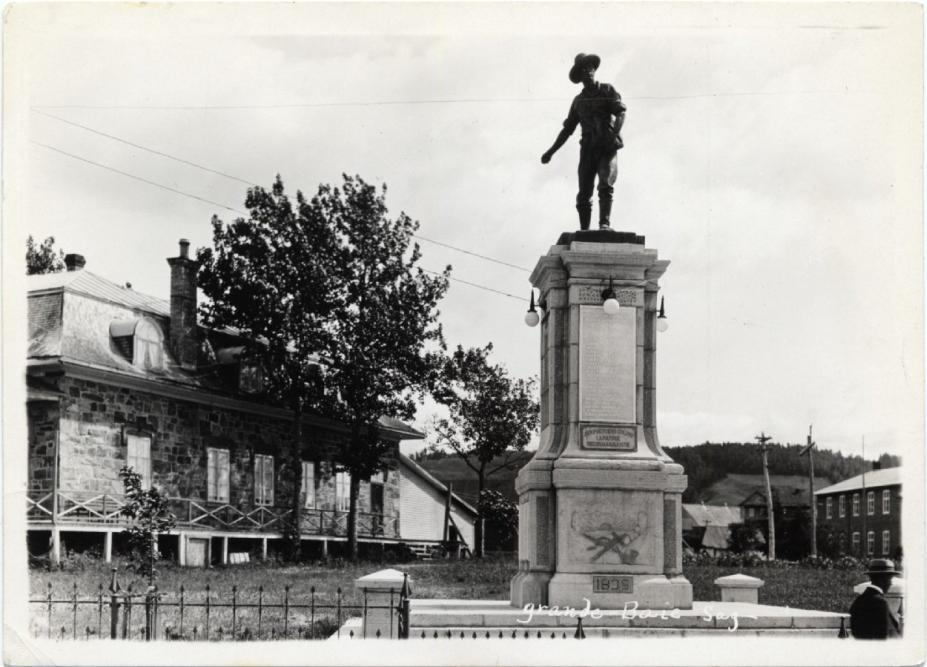
Arrivée de la Société des vingt-et-un au Saguenay, monument photographié par J. E. Chabot vers 1930

En 1924, un monument des vingt-et-un est érigé à Grande-Baie. Est ajoutée par la suite à son sommet, la sculpture d'un semeur, réalisée par Rodolphe Goffin et Anselme Delwaide, d'après les croquis de l'architecte Armand Gravel.
Le 11 juin 2013, soit 175 ans après l'arrivée de la Société des vingt-et-un au Saguenay, une cérémonie protocolaire a lieu au pied du monument,.

## Les Vingt-et-un
Liste dressée selon l'article de Éric Tremblay ; La Société des Vingt-et-Un et la colonisation du Saguenay–Lac-Saint-Jean. 
- David Blackburn
- Pierre Boudreault
- François Boulianne
- Louis Desgagnés
- Michel Gagné
- Benjamin Gaudrault
- André Harvey
- Jean Harvey
- Joseph Harvey
- François Maltais
- Ignace Murray
- Alexis Simard
- Thomas Simard
- Alexis Tremblay Picoté
- Francois-Xavier Tremblay
- Georges Tremblay
- Jérôme Tremblay Romaine
- Joseph Tremblay Picoté
- Louis Tremblay Picoté
- Bazile Villeneuve
- Louis Villeneuve Pitou

## L'Ordre des Vingt-et-Un
Dans les années 1960 est créé le Comité de la Bonne Entente. Réunissant la population de Grande-Baie, Port-Alfred et Bagotville, le but de ce groupe était d'organiser chaque année un festival d'hiver et les célébrations de la fête de Saguenay en juin. 
À compter de juin 1969, le Comité de la Bonne Entente prend l'initiative d'honorer les personnalités régionales qui se sont illustrées et qui ont servi la communauté dans différents domaines autres que la politique. Le premier récipiendaire est Mgr Victor Tremblay.
À la suite de la dissolution du Comité de la Bonne Entente en 1983, la Société historique du Saguenay reprend la tradition, renommée l'Ordre des Vingt-et-Un en l'honneur de la Société à l'origine de la colonisation du Saguenay. À chaque 11 juin, fête du Saguenay, de nouveaux membres sont ajoutés à l'Ordre des Vingt-et-Un.